# Перша поетична збірка

Перша поетична збірка

«Перша поетична збірка» — збірка поезій, видана за результатами конкурсу «Подорожжю Чумацьким шляхом», що був організований Всеукраїнською громадською організацією Літературне об'єднання Кобзар. Книга була видана у 2009 році видавництвом «Капелюх».
До збірки увійшли поезії 50 авторів, які стали переможцями міжнародного поетичного конкурсу «Подорожжю Чумацьким шляхом». За словами Голови ЛО «Кобзар» Дмитра Сергійовича Папети „Конкурс «Подорож Чумацьким шляхом» задумувався, як свого роду експеримент, такий собі прихований аналіз клімату, що панує у сучасному поетичному середовищі. Метою його було зрозуміти, як і про що пишуть українські поети, що їх турбує, яким чином вони висловлюють свої думки, а головне — знайти дійсно талановитих та обдарованих авторів.“

## Характерні риси
Не поглиблюючись в деталі і розглядаючи результати конкурсу в цілому, журі виділило ряд спільних рис, притаманних майже усім творам. Перша з них – так звана російсько-думність, тобто схильність авторів думати російською мовою, а потім механічно перекладати думки на українську. На жаль, ця тенденція значно погіршує літературний, поетичний рівень багатьох творів. Штучні прийоми, застосовані авторами для надання роботам так би мовити «українського колориту», на жаль, ніяк не поліпшують ситуації. Як не прикро, слід визнати: єдиний шлях писати якісну українську поезію – думати українською.
Друга риса – це вузький діапазон тем, представлених поетами на конкурс. По суті, їх можна звести до трьох основних напрямків: любовна лірика, патріотизм, фольклор. Причому, автори патріотичних творів дуже схильні прив’язуватись до національно-фольклорного жанру, добре розробленого класиками. При всій повазі до нашого героїчного минулого, вірші сучасних авторів про боротьбу козаків з гнобителями, вишивані рушники та чумацький шлях викликають в читача справедливе здивування.

## Автори
Авторами збірки стали:
LaKresta,
Алтабаєва Ярослава,
Боришполець Олена,
Бурель Любов,
Вовк Олександр,
Волкова-Арсентьєва Юлія,
Гунько Олександр,
Дацюк Юлія,
Дев'ятко Наталія,
Дубас Оксана Миколаївна,
Зайцева Олена,
Зінченко Лариса,
Івченко Олена,
Ісаєва Мальвіна,
Калінін Ілля,
Кармалига Євген Олександрович,
Кіра,
Ковальчук Ярослав,
Корнієнко Ірина Володимирівна,
Корнійчук Петро,
Кушнєрова Яна-Марія,
Лаврентьєва Тетяна,
Левченко Катерина,
Ленарт Єлена,
Лера Крок,
Ліпакова Ольга,
Малишок Тамара,
Мельник Юрій Олександрович,
Нечипоренко Ігор Володимирович,
Ніколаева Надія,
Нікітіна Олена Сергіївна,
Пилипенко Олександра,
Рожко Олександр,
Семенчук Марта,
Суліменко Марія,
Супрун Олександра,
Тарасова Ольга,
Терещенко Наталія Євгенівна,
Тичко Олексій,
Ткачук Анатолій,
Торі Найт,
Тукарєв Іван,
Хітущенко Ольга,
Чеховський Володимир,
Чух Тетяна Станіславівна,
Шаренко Людмила,
Шевчун Олег Володимирович,
Шкурак Тетяна,
Ящук Володимир Іванович.